# Частен сектор
В икономиката частният сектор е част от икономика, която е задвижвана от частни лица или групи, обикновено като средство за предприемачество и печалба, и не е контролиран от държавата. В противовес на това предприятия, които са част от държавата, са част от т.нар. държавен сектор; организациите, чиято цел не е печалба, се смятат за част от доброволческия сектор.
|  | Тази страница частично или изцяло представлява превод на страницата Private sector в Уикипедия на английски. Оригиналният текст, както и този превод, са защитени от Лиценза „Криейтив Комънс – Признание – Споделяне на споделеното“, а за съдържание, създадено преди юни 2009 година – от Лиценза за свободна документация на ГНУ. Прегледайте историята на редакциите на оригиналната страница, както и на преводната страница, за да видите списъка на съавторите. ВАЖНО: Този шаблон се отнася единствено до авторските права върху съдържанието на статията. Добавянето му не отменя изискването да се посочват конкретни източници на твърденията, които да бъдат благонадеждни. |